# Húsvét-sziget
A Húsvét-sziget (spanyolul Isla de Pascua, rapanui nyelven Rapa Nui) a Csendes-óceán délkeleti részén, Óceánia területén, a Baktérítőtől délre található sziget. Területe valamivel kevesebb, mint a Csepel-sziget kétharmada. Néprajzilag Polinézia része, nemzetközi jogilag Chile tartománya 1888 óta. Nevét Jakob Roggeveen holland tengerészkapitánytól kapta, aki 1722-ben húsvét vasárnapján fedezte fel.
A Húsvét-sziget főleg a mintegy 900 fennmaradt monumentális kőszobor (rapanui nyelven moai) révén híres. A sziget területének 40%-a a Rapa Nui Nemzeti Parkhoz tartozik, ami a világörökség része.
Polinéziából érkezett lakói az i. sz. első évezred első felében telepedtek le a szigeten és az évszázadok során jelentős kultúrát hoztak létre. A minden más lakható helytől távoli szigeten azonban az adott természeti erőforrásokhoz képest túlnépesedés alakult ki, ami, elsősorban az erdők kiirtása révén, végül ökológiai és civilizációs katasztrófát okozott. Az európai felfedezők megérkezésekor a lakosság már mindössze két-háromezer főre csökkent az egy évszázaddal korábbra valószínűsíthető 15 000 körüli létszámról.
A 19. században perui rabszolga-kereskedők a sziget lakosságának nagy részét elhurcolták dél-amerikai latifundiumokra, ezután pedig a kevés visszatérő által behozott, addig ismeretlen betegségek csaknem teljesen kiirtották az őslakosságot, összlétszámuk 1877-re 111 főre csökkent.
A 19. és főleg a 20. század során világszerte nagy érdeklődést váltott ki a Húsvét-sziget kőszobrainak kultúrája, sok tudós vizsgálódott itt és könyvtárnyi tudományos irodalom dolgozta fel a sziget történetének különböző aspektusait. A legnagyobb közönségvisszhangot Thor Heyerdahl kutatásai váltották ki, és ezzel a norvég kutató hatalmas mértékben hozzájárult a sziget népszerűsítéséhez annak ellenére, hogy fő elméleteit tudóstársai végül sorra megcáfolták.
A mai lakosság túlnyomórészt az idegenforgalomból él, repülőgépekkel és nagy üdülőhajókkal turisták ezrei érkeznek rendszeresen a kellemes éghajlatú szigetre.

## Elnevezése
A sziget őslakói az egész szigetre, mivel az az egész világukat jelentette, nem használtak elnevezést, hanem csak annak egyes részeit különböztették meg nyelvükben. A 19. század végén, a 20. század elején európai nyelvészek, kutatók nagy erőfeszítéseket tettek, hogy a maradék őslakosokat rábírják a sziget ősi nevének „elárulására”, és ekkor születtek a Te pito o te henua (rapanui nyelven: „A világ köldöke” vagy a Mata ki te rangi („Égre néző szemek”) költői elnevezések.
A ma bennszülött elnevezésnek tekintett Rapa Nui (Nagy Rapa) nevet a 19. században megélénkült tengeri kapcsolatok idején polinéziai tengerészek adták a szigetnek, megkülönböztetendő a Bass-szigetek legnagyobb és egyetlen lakott szigetétől, amire emlékeztette őket. Ez a sziget addig a Rapa nevet viselte, de ettől kezdve Rapa Itinek („Kis Rapa”) is nevezték.
Sok vita folyt a nyelvészek között a Rapa Nui elnevezés helyesírásáról, végül az a konvenció kerekedett felül, hogy a sziget neveként külön írják, míg a nyelv vagy a lakosság elnevezéseként egybe (rapanui).
A sziget „hivatalos” felfedezője, Roggeveen az adott dátum alapján Húsvét-szigetnek, azaz eredetileg hollandul Paasch-Eyland-nak nevezte el. Ez a név terjedt el tükörfordításban világszerte, és a hivatalos név a Chiléhez csatolás óta spanyol nyelven Isla de Pascua.

## Földrajz

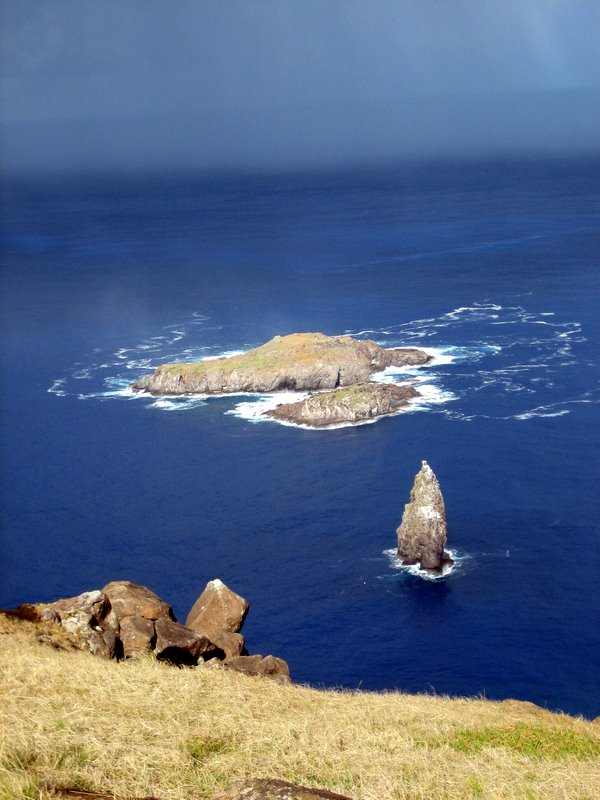
A „Madáremberek szigete”

A vulkanikus eredetű sziget a többi emberi településtől legmesszebb eső, régóta lakott hely a világon. Ebben a minőségében versenytársa Tristan da Cunha szigete az Atlanti-óceán déli részén, de annak csak a 19. század óta vannak állandó lakói. Hatalmas távolságok választják el a szárazföldtől és a Csendes-óceán többi szigetétől is. A legközelebbi lakott település tőle 2092 km-re északnyugatra van, a Pitcairn-szigeteken. Dél-Amerika legközelebbi pontja a chilei Punta Lavapié nevű földnyelv 3600 kilométerre délkeleten. Északkeleti irányban a Galápagos-szigetek az első szárazulat, 3474 kilométerre. A lakatlan Sala-y-Gómez-sziget fekszik a legközelebb, mintegy 400 kilométerre kelet-északkeletre.
A derékszögű háromszöghöz közelítő alakú sziget oldalai körülbelül 22, 18 és 16 kilométer hosszúak, területe 171 km². (Összehasonlításul Budapest területe 525 km².) A sziget három sarkát egy-egy vulkáni domb adja, ősi kráterrel: északon a legmagasabb az 510 méteres Terevaka, keleten a 460 méteres Poike, délnyugaton a 300 méteres Rano Kau. A terület 40%-a tartozik a Rapa Nui Nemzeti Parkhoz, ami 1995 óta az UNESCO világörökség része.
Három apró sziklaszirt (Motu Nui, Motu Iti, Motu Kao Kao) tartozik még hozzá, a „Madáremberek szigetének” is nevezik őket. Sok vándormadár fészkel rajtuk.

### Geológia
A sziget több óceáni hátság, a (Sala-y-Gómez-hátság, Keleti-Csendesóceáni-hát, Chilei-hát) találkozásánál, egy forrópont felett, a modern geológiai vizsgálatok szerint mintegy félmillió éve jöhetett létre. Legősibb része, a Poike kráter ennyi idős. A sziget tulajdonképpen csaknem 3000 méter magas vulkáni hegy, a környező, több mint 2000 méter mélyen fekvő tengerfenéktől számítva. Az utolsó nagyobb vulkánkitörés 12 000 évvel ezelőtt történt, és az eddig legutolsó lávafolyásra 2-3000 évvel ezelőtt került sor. Az emberi letelepedés jóval ezután történt, ezért a sziget hagyományaiból is hiányzik a vulkáni aktivitás emléke, bár a legutóbbi kitörés időpontja geológiai értelemben nagyon közeli.
A vulkáni kőzetek rendkívül sok fajtája megtalálható a szigeten, de semmilyen olyan kőzetre nem leltek a kutatók, ami üledékes vagy kontinentális eredetű lenne. A három hegycsúcsot főleg bazalt alkotja. A szigeten található számtalan barlang tulajdonképpen lávaalagút, amit a lávafolyások hoztak létre úgy, hogy a lehűlő külső kéreg alól kifolyt a még forró, folyékony kőzet. E barlangok miatt állandó felszíni vízfolyások nincsenek is a szigeten, a lehulló csapadék nagy része rögtön a föld alá fut, felszíni szárazságot előidézve.
A bazalt egy része különösen kemény, ebből, illetve a vulkáni üvegből, az obszidiánból készítették az őslakók a nagy szobrok megmunkálásához szükséges eszközöket. A szigeten számos obszidián-lelőhely található; a legmagasabbra az egyik közeli sziklaszirten, a Motu Itin található fajtát értékelték.
A kőszobrok általában tufából készültek, mégpedig a Terevaka melletti Rano Raraku mellékkúp porózus anyagából. A sok szoborra fejdíszként feltett hatalmas, vörös színű kőtömbök anyaga összepréselődött vulkáni salak, scoria, ennek lelőhelye Puna Paunál van.
A sziget körül a polinéziai szigetvilágtól eltérően nincsenek korallzátonyok, mert már a Baktérítőtől délre, a trópusokon kívül helyezkedik el, és a tengervíz téli 20–21 fokos hőmérséklete nem kedvez a zátonyépítő korallfajtáknak. A partvonal északon sziklás, kikötésre a kisebb csónakok is alig találnak alkalmas helyet, a tenger hullámai folyamatosan erodálják. A déli part lankásabb; itt viszont az 1960-as chilei földrengés nyomán keletkezett cunami végzett nagy pusztítást. A 8 méter magas szökőár 15, mintegy 30 tonnás kőszobrot 150 méterre elsodort és összetört, valamint több ezer tonnányi hordalékkal borította be őket.
A köves felszín a szubtrópusi éghajlaton és a csekély esőzés nyomán csak lassan erodálódik. A fokozatosan kialakuló agyagos talaj azonban kiválóan alkalmas a növénytermesztésre.
Felszíni vízfolyások ugyan nincsenek a szigeten, de mindhárom vulkáni kráterben található egy-egy krátertó, ami jelentős mennyiségű édesvíz-tartalékot jelentett az őslakosok számára. A tavak iszapjában lerakódott pollen elemzése lehetővé tette a sziget ősi növényvilágának, az erdők kipusztulása folyamatának megismerését.

### Éghajlat
A sziget közel fekszik a Baktérítőhöz, ennek megfelelően éghajlata kellemes szubtrópusi. Az évi középhőmérséklet: 20,5 °C. A legmelegebb időszak: január-március (a déli féltekén ekkor van nyár), 23-24 °C. A leghidegebb időszak július-augusztus (a tél) 18 °C-kal. A hőmérséklet nagyon ritkán haladja meg a 30 °C-ot, és ugyancsak elvétve süllyed csak 10 °C alá, ingadozása tehát igen kicsi. Az évi csapadékátlag megközelíti az 1200 mm-t, de évről évre nagy eltérések lehetnek. Az egy éven belüli megoszlás is szeszélyes, de általában március és június a csapadékosabb, szeptember pedig az aszályosabb. A szél az éghajlat alapvető tényezője, nagyon ritkán van csak szélcsend, de gyakoriak a szélviharok. A tengervíz hőmérséklete télen 20 °C, a nyár végén, március hónapban eléri a 25 °C-ot.
| Hónap | Jan. | Feb. | Már. | Ápr. | Máj. | Jún. | Júl. | Aug. | Szep. | Okt. | Nov. | Dec. | Év   |
| --- | ---- | ---- | ---- | ---- | ---- | ---- | ---- | ---- | ----- | ---- | ---- | ---- | ---- |
| Rekord max. hőmérséklet (°C) | 36,0 | 36,0 | 36,0 | 35,0 | 30,0 | 35,0 | 31,0 | 32,0 | 32,0  | 32,0 | 32,0 | 33,0 | 36,0 |
| Átlagos max. hőmérséklet (°C) | 27,0 | 27,3 | 26,9 | 25,4 | 23,4 | 22,0 | 21,3 | 21,2 | 21,7  | 22,5 | 23,9 | 25,4 | 24,0 |
| Átlaghőmérséklet (°C) | 23,3 | 23,6 | 23,1 | 21,8 | 20,2 | 18,8 | 18,2 | 18,0 | 18,3  | 19,1 | 20,4 | 21,8 | 20,5 |
| Átlagos min. hőmérséklet (°C) | 19,8 | 20,2 | 19,9 | 18,9 | 17,7 | 16,5 | 15,7 | 15,4 | 15,5  | 16,0 | 17,3 | 18,4 | 17,6 |
| Rekord min. hőmérséklet (°C) | 15,0 | 16,0 | 7,0  | 3,0  | 10,0 | 7,0  | 9,0  | 7,0  | 10,0  | 3,0  | 7,0  | 12,0 | 3,0  |
| Átl. csapadékmennyiség (mm) | 73   | 85   | 96   | 121  | 153  | 108  | 105  | 94   | 87    | 68   | 74   | 86   | 1149 |
| Napi napsütéses órák száma | 9    | 8    | 7    | 6    | 5    | 5    | 5    | 5    | 6     | 7    | 8    | 8    | 7    |
| Forrás: Información climatológica de estaciones chilenas-Chile Norte (spanyol nyelven). Universidad de Chile. [2013. január 16-i dátummal az eredetiből archiválva]. (Hozzáférés: 2014. január 17.) |      |      |      |      |      |      |      |      |       |      |      |      |      |

### Élővilág

#### Növényzet
A sziget eredeti növényzete, a kontinensektől való távolsága miatt, fajokban nagyon szegényes lehetett. 1956-ban Carl Skottsberg svéd botanikus csak negyvenhat őshonos növényfajt talált a szigeten. Azóta mindössze két további eredeti fajt találtak a kutatók. A virágos növények száma nem éri el a harmincat. Kétségtelen, hogy az emberi letelepedés után több, addig meglévő faj, főleg fafélék kipusztultak, de az eredeti növényzet ezekkel együtt is csak kevéssé változatos lehetett. A vulkanikus sziget létrejötte után a növényfajok nagy része Délkelet-Ázsiából érkezett Polinézián keresztül, és csak kis hányada jutott ide Dél-Amerikából. Nagyobb részüket madarak hurcolhatták be, egyharmaduk – főleg a páfrányok – a szél útján, egyhatoduk pedig tengeráramlatok révén érkezett.
Skottsberg csak egyetlen endemikus fafajt tudott azonosítani, a toromirofát (Sophora toromiroÍ). ami a közönséges pagodafa közeli rokona. Ennek a magja három évig is képes a vízen sodródni, nyolc évig is megőrzi csíraképességét. A húsvét-szigeti toromiro közeli rokona a Juan Fernández-szigeteken előforduló pagodafa-fajnak. Ez egyébként inkább cserje, mint fa, és az őslakosok által végzett környezetpusztítás, valamint az európaiak által betelepített növényevő állatok miatt vészesen megfogyatkozott, és Thor Heyerdahl az ötvenes években már csak egyetlen példányt talált belőle. Ennek a magját a göteborgi botanikus kertben sikerült újra elszaporítani, és onnan telepítették vissza a szigetre.
Modern pollenanalízis révén azonban kimutatták, hogy a sziget növényzetében korábban döntő szerepe volt egy pálmafajtának, ami a Jubaea nemzetség egy őshonos, endemikus faja lehetett, a Chilében glilla néven ismert mézpálma (Jubaea spactabilis) közeli rokona, vagy ugyanaz a faj. A chilei mézpálma a világ legmagasabb pálmafája, legalább 20 méteresre nő. Hengeres törzsének átmérője az egy métert is eléri. Kis diószerű termése, amit rostos külső réteg borít, ínyencfalatnak számít, a törzs nedvéből mézet lehet sűríteni, illetve alkoholos italt lehet készíteni. A húsvét-szigeti ilyen, vagy nagyon hasonló pálmák nemcsak élelmiszert adtak a betelepedett polinéziaiak számára, hanem nyersanyagot is a hajóépítéshez, a házakhoz, a kőszobrok szállításához használt szánokhoz, illetve a termés rostjából készültek a kötelek. A termést azonban az őslakosok által behurcolt patkányok is nagy mennyiségben fogyasztották, ami önmagában korlátozta az erdők újratermelődését. A túlzott hasznosítás miatt aztán a betelepüléskor még dús pálmaerdők megritkultak, majd kipusztultak – de még a 16. századra datált nyomaik is vannak. Az első európai látogatók már csak hatalmas fatörzsek tönkjeit láthatták. A pálmafa mellett még 13 olyan fa- és cserjefaj faszén-maradványait találták meg, amelyek az esőerdőkre jellemzőek, és ma már nem élnek a szigeten. Bizonyítottnak látszik tehát, hogy az emberek betelepülésekor még szubtrópusi esőerdők voltak a szigeten.
A sziget mai növényzete természetesen sokkal változatosabb, számos fafajtát, dísz- és haszonnövényt betelepítettek vagy véletlenül hurcoltak be az európai utazók, a bevándorlók. A mai növényzet azonban így is sokfelé csak elvadult gyom, mint a cickafark nemzetségbe tartozó bolhafű, vagy a gyermekláncfű.

#### Állatvilág
A sziget eredeti állatvilága sem volt változatos. Őshonos szárazföldi gerincesek nem éltek a szigeten, kivéve szárazföldi madarakat, amelyek közül négy családhoz tartozó hat fajt azonosítottak a kutatók ősi maradványokból, többek között kettő papagájt és kettő guvatot. Ezek valamennyikét jóval a sziget európaiak általi felfedezése előtt kiirtották a megtelepülő őslakók. A betelepülő ember hozta magával a házi tyúkot, ami máig fontos háziállat maradt. Bár a polinéziaiak az új otthont kereső útjaikra általában vittek magukkal sertést és kutyát is, ezeknek a nyomait nem találták meg – talán a túl hosszúra nyúlt úton elpusztultak vagy el kellett fogyasztaniuk őket. Hoztak viszont egy polinéziai patkányfajtát (Rattus exulans), minden bizonnyal étkezési célokra, de ezeket mára felváltotta a behurcolt, világszerte ismert vándorpatkány. A szigeten megtalálható két gyíkfaj is valószínűleg potyautasként érkezett. Érdekesség, hogy az 1866-ban betelepített nyulakat is kipusztították 1911-re, megették az őslakosok.
A mai szárazföldi madarak is minden bizonnyal emberi segítséggel érkeztek ide; ilyen egy kis méretű, rovarevő faj a füstös karakara (Milvago chimango), a chilei fogoly, egy tinamuféle, a chilei tinamu (Nothoprocta perdicaria), a szigeten teljesen elvadultan élő házi galamb és kettő meghonosított énekesmadár, a házi veréb (Passer domesticus) és egy dél-amerikai eredetű tangaraféle az ezüstpinty (Diuca diuca).
Az ember megjelenése előtt a szigeten minden bizonnyal nagy számban fészkeltek a tengeri madarak, amint az ma is megfigyelhető a Csendes-óceán lakatlan szigetein. Ma már ezek is visszaszorultak a nehezen megközelíthető part menti sziklaszirtekre. A leggyakoribb itt a sziget híres madara, a füstös csér, de előfordulnak viharmadarak, vészmadarak, szulák, noddik és fregattmadarak is.

## Történelem

### Betelepülés
A modern genetikai vizsgálatok egyértelműen rokonítják a húsvét-szigeti őslakosságot a polinéziaiakkal. Utóbbiak származását a tudomány mai állása szerint Délkelet-Ázsiába lehet visszavezetni. A Csendes-óceán szigeteinek meghódítására i. e. 3000 – i. e. 1000 között indultak el Tajvan szigetéről. Terjeszkedésük több hullámban zajlott le, és az i. sz. 1. évezredben, a legelfogadottabb elméletek szerint valamikor i. sz. 300 és 500 között eljutottak a Húsvét-szigetre is. A betelepülők hajója a – valószínűleg túlzó – legendák szerint 30 méter hosszú, két méter magas volt, és több száz embert hozott magával.

#### A polinézek hajózása
Bár Új-Guineára és Ausztráliába – tengeri úton – már legalább 50 000 évvel ezelőtt eljutott az ember és a Salamon-szigetek északi részét is elérte már 28 ezer évvel ezelőtt, a további terjeszkedés még sokáig váratott magára. Polinézia nyugati részére mintegy 3200 évvel ezelőtt érkeztek meg az első letelepülők. Az ottani sűrű és jó természeti adottságokkal rendelkező szigettengerben sajátították el olyan fokon a hajózás tudományát, alakították ki a megfelelő hajótípusokat, hogy távolabbi utakra is merészkedhessenek.
A polinézek hamarosan minden idők egyik legképzettebb hajósnépévé váltak. Kormányosaik kétszáz körüli csillagnak adtak nevet, de sokkal többet is felhasználtak „csillagiránytűs” navigációjukhoz. Kitűnően ismerték a tengeri áramlatokat és azokat az alig észrevehető holthullámokat, amik akár távoli szigetekről verődnek vissza. Gyakran a vízbe is beugrottak, és egész testükkel – beleértve legérzékenyebb pontjukat, a herezacskójukat – érzékelték e hullámok haladását.
A polinézek felfedező útjainak sokféle közvetlen kiváltó oka, mint a társadalmi konfliktusok, kalandvágy lehetett, de végső soron mind egy okra, a kedvező körülmények között növekvő népesség túlszaporodására, az adott gazdasági lehetőségekhez viszonyított túlnépesedésre vezethető vissza. Ilyenkor a lakosság egy része családosan, gyakran a törzsfőnöknek az örökösödésből kimaradt egyik ifjabb fia vezetésével, útnak indult. Nagy kenuikat megrakták mindkét nembeli háziállatokkal, növényi szaporítóanyagokkal, az útra szükséges élelmiszer- és vízkészletekkel, szerszámokkal.
Általában két kenut híddal kötöttek össze, ezen volt a vitorlaárbóc és egy fedett menedékhely. Az ivóvízkészletet a gyakori esőkből pótolhatták. A tengeren főzni is tudtak, mert egy homokkal telt láda tetején állandóan parazsat őriztek. Számítások szerint egy ilyen kettős törzsű kenu képes lehetett több tucat ember és mintegy 9 tonna készlet szállítására is.
A Csendes-óceán szigeteinek benépesítése hosszú és nagyrészt tudatos folyamat volt, ami fokozatosan épült az egyre bővülő ismeretekre. Ha a kitelepülők csak a véletlenre bízták volna magukat, akkor – számítógépes szimuláció szerint – mindössze század- vagy ezredrészük érhetett volna el egy szárazulatot. A navigációt segítette, hogy a szigeteket nem volt szükséges közvetlenül meglátniuk, közvetett jelek alapján már 80-120 kilométeres távolságból is észlelni tudták őket. A sikerhez a nagy kenuk gyorsasága is hozzájárult. Cook kapitány beszámolt arról, hogy a bennszülöttek többször is körülvitorlázták a hajóját, amivel ő, jó szélben, a lehető legnagyobb sebességgel igyekezett haladni. A kenuk kedvező széljárás esetében napi 180–240 kilométer megtételére is alkalmasak voltak, ami az akciórádiuszukat hihetetlen mértékben kiterjesztette. Oldalazva a szél ellen is tudtak vitorlázni, de a hosszabb távú utazások során, súlyos terhekkel rakottan ez nagyon megnehezítette volna a haladást. Sok kutató ezért azt tartja valószínűnek, hogy az uralkodó széliránnyal szembeni, keleti irányú terjeszkedésükre elsősorban a 8–16 évente ismétlődő El Niño jelenségek idején kerítettek sort, amikor a szélirány huzamosabb időre nyugatira, azaz kelet felé fordult.
A Húsvét-sziget azonban mindenképpen a lehetőségek végső határánál kellett legyen a polinéz hajósok számára, amit az is alátámaszt, hogy nincs jele betelepülők többszöri érkezésének, vagy valamiféle oda-vissza forgalom kialakulásának Polinézia más vidékeivel. Kelet felé csak a lakhatatlan Sala-y-Gómez-szigetig jutottak el, ahová a Húsvét-szigetről többször is ellátogattak az őslakosok hagyományai szerint. Később, a hajóépítésre alkalmas fák kipusztulásával, teljesen lehetetlenné vált a távolsági hajózás. A navigáció készsége azonban nemzedékeken át is fennmaradt, mert a szigetlakók az 1940-es, '50-es években többször is elkötötték a chilei haditengerészet egy-egy evezős csónakját és azt kezdetleges vitorlával felszerelve, az uralkodó szél segítségével eljutottak Polinéziába. Visszafelé viszont soha nem tudták volna megtenni ezt az utat.

#### Húsvét-szigeti hagyományok a betelepülésről
A helyi szájhagyományok szerint az első telepesek egy nagy, meleg, zöld szigetről érkeztek nyugat felől, aminek a neve Marae Renga volt. Ezt ma a tudósok a Gambier-szigetekkel vagy a Marquises-csoport egyik tagjával vélik azonosítani. A több változatban élő legenda szerint egy kataklizma (áradás) vagy egy, a törzsfőnöki családon belüli konfliktus miatt kényszerültek elhagyni hazájukat Hotu Matu'a vezérletével, és hatheti utazás után értek a Húsvét-szigetre.
A legendák legvitatottabb részét a többszöri betelepülésre vonatkozó, szórványos és ellentmondó adatok jelentik. Hotu Matu'a ezek szerint eleve egy felderítő expedíciót küldött volna ki hat fővel, és az ő visszatértük után indította volna el a betelepülők csapatát. Ezt a kutatók teljesen valószínűtlennek tartják. Egyes emlékezések szerint ezt az első csoportot jóval később egy másik betelepülés is követte volna. Ezek közül a legendák közül emelte ki Thor Heyerdahl a hosszúfülűek (hanau eepe) és a rövidfülűek (hanau momokó) közötti harc történetét is (a téma megjelenik a Rapa Nui – A világ közepe című 1994-es filmben). Ezzel kapcsolatban szövegértelmezési problémák is felvetődnek. Sebastian Englert, a polinéz nyelvek elismert szakértője szerint ezek a kifejezések nem a fülre vonatkoznak, hanem testes, illetve vékony embereket jelentenek. Mivel Polinézia-szerte a testességet, magasságot a vezetésre való rátermettséggel hozzák összefüggésbe, ezek a kifejezések valószínűleg inkább a vezetők és az alávetettek közötti különbséget rögzítették, és eszerint a köztük lévő harc legendája az elnyomottak egy lázadásának emléke lehet. Englert maga azonban úgy vélte, hogy a két csoport tagjai különböző hullámokban érkeztek a szigetre, és az újonnan érkezettek emelkedtek a régebben ott élők fölé.
A legendák keveset segítenek a sziget történetének feltárásában, mert azokat csak a 19. századtól kezdve gyűjtötték be a kevés megmaradt bennszülöttől, akiknek kultúrája a pusztulások nyomán már erősen lehanyatlott. Például hat különböző király-sorrendet jegyeztek le tőlük.
A modern radiokarbon-vizsgálatok szerint a legrégebbi faszén-leletek az i. sz. 4. századból származnak. A többszöri betelepülésre utaló jelet nem sikerült kimutatni. Több szakértő szerint egyébként is, egy később érkező csoportnak a már megtelepedett, és számban megerősödött népességgel szemben nem lett volna esélye a hatalom megszerzésére.

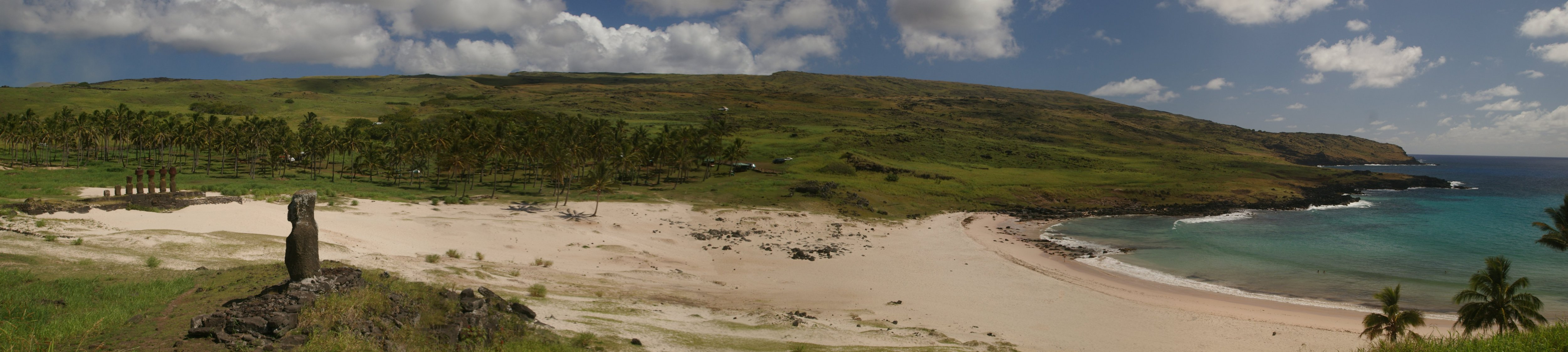
A Pano Anakena-öböl

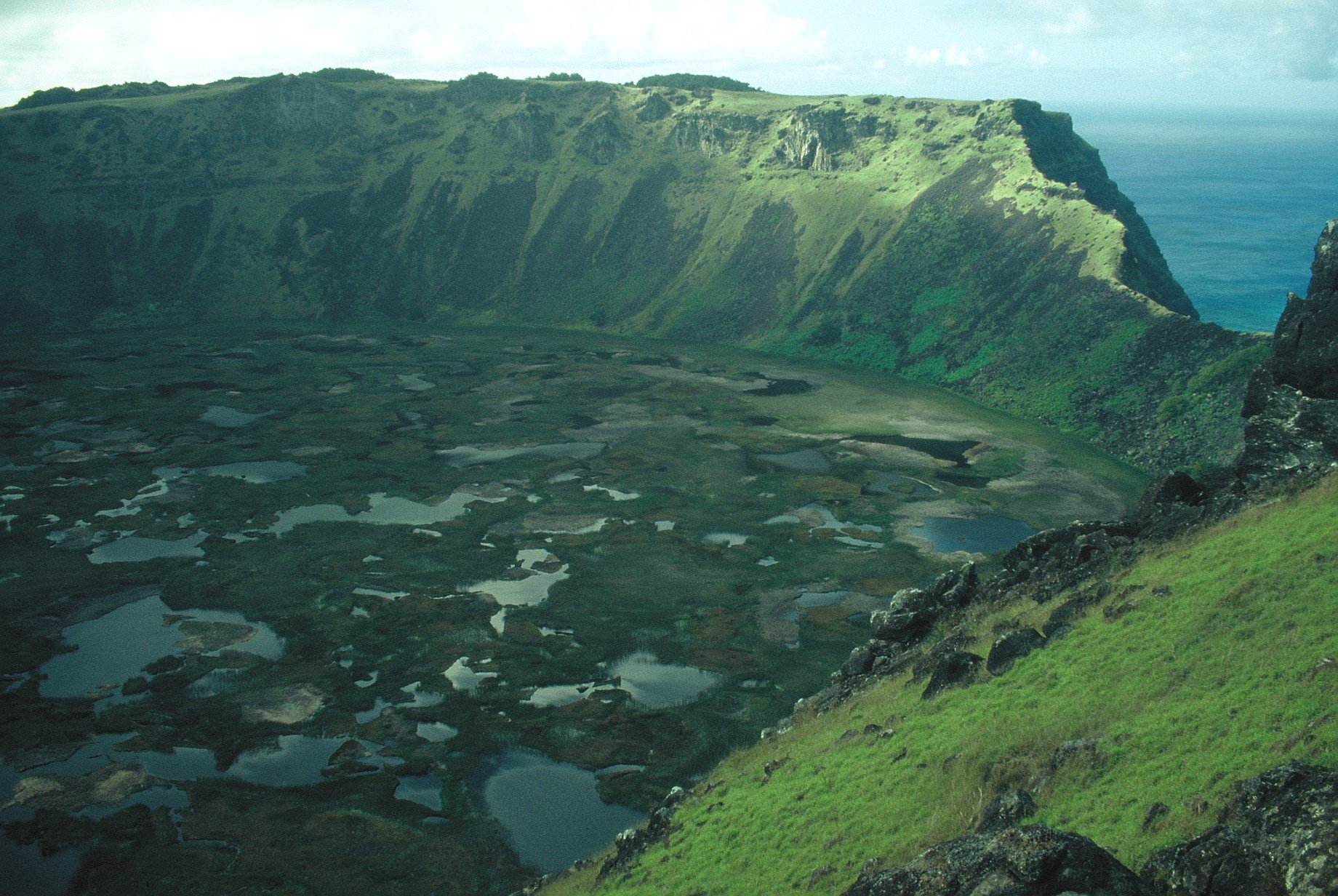
A Rano Kao kráter

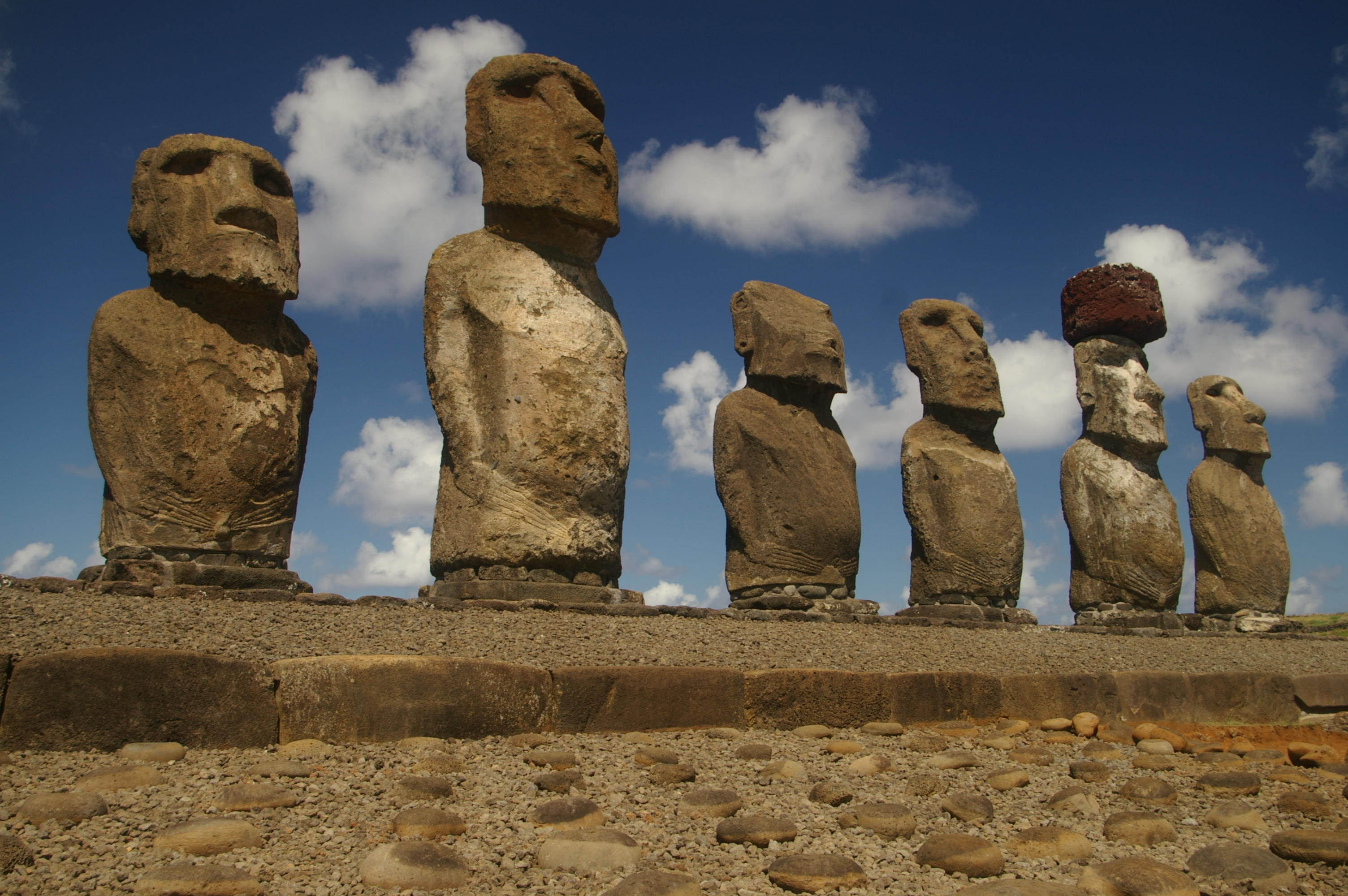
Moai

### A Húsvét-sziget önálló története
A betelepülők a magukkal hozott haszonnövényekkel a partok közelében lévő sík területeken kezdtek először földművelésbe. A letelepedés korai központja a régészeti adatok szerint a sziget délnyugati részén lehetett, nagyjából a mai „főváros” és egyetlen település, Hanga Roa helyén. Anakena területén, az északkeleti partszakasz közepén – ahol pedig a legendák szerint a partraszállás történt – az első lakóhelyek nyomai „csak” a 8-9. századra datálhatók. Az első kőtalapzatok, amelyek ceremoniális célokat szolgáltak, 1100-ban már álltak. Később ezekre kerültek a kőszobrok. A régészeti adatok szerint a déli part közelében csak 1300 körül indult meg a népesség gyors növekedése és az építkezés.
A szigetlakók legendái részletesen foglalkoznak a kezdeti időszakkal. Eszerint a nehéz partraszállás után – hajójuk összetört a parti sziklákon – három hónapon át, amíg magukkal hozott növényeik és magvaik termésére vártak, csak a szigeten fellelhető, begyűjthető táplálékot fogyasztották. A kezdeti időszakban különösen gyorsan pusztulhattak ki egyes védtelen állat- és növényfajok, amint azt a polinéziai szigetvilág más részeinek története is mutatja. Nem csak a táplálkozás révén, hanem a magukkal hozott patkányok és a baromfikon behurcolt madárbetegségek miatt is gyorsan fogyatkozott a sziget állatvilága.
A sziget történetének korai időszakából származó leleteket tártak fel a Terevaka-hegy oldalában. Mintegy 400 kisebb ház alapjait azonosították itt, amelyeket az obszidián szerszámok alapján az i. sz. 800-1300 közötti időszakra datáltak. Maga a hegy neve is annyit tesz, hogy „kenukat kihúzni”, vagy „dönteni”, ezért a kutatók szerint az akkoriban még itt lévő erdőből a fákat kitermelő munkások ideiglenes telepei lehettek ezek a házcsoportok. Hasonló telepeket határoztak meg a Rano Kau hegy oldalában is, egy kőfejtő mellett.
A mezőgazdasági termelés 1200 és 1600 között egyre intenzívebbé vált és egyre magasabbra kúszott a vulkáni hegyek oldalán. A nagyobb termőföldek művelésének rendszere az 1400-as években egyidejűleg jelenik meg a vallási jellegű szobrok számának fellendülésével. A halászat jelentősége ugyanakkor csökkenni kezdett. Ennek a nagyobb kenuk építésére alkalmas fák számának csökkenése lehetett az oka. A régebbi leletekben gyakran előforduló delfincsontok – a delfineket hajókról vadászták – az 500 évnél fiatalabb rétegekből gyakorlatilag eltűntek. Az első európai utazók pedig lényegében már fátlannak találták a szigetet. A pollenadatok elemzése is azt mutatja, hogy az eredetileg teljesen erdősült szigeten i. sz. 1000-re csak a magasabb területeken maradtak meg az erdők; 1680-ra csak a legmagasabb vulkán csúcsán és foltokban az oldalában voltak fás területek, amik aztán még később mindenhonnan eltűntek.

#### A szoborállítók társadalma

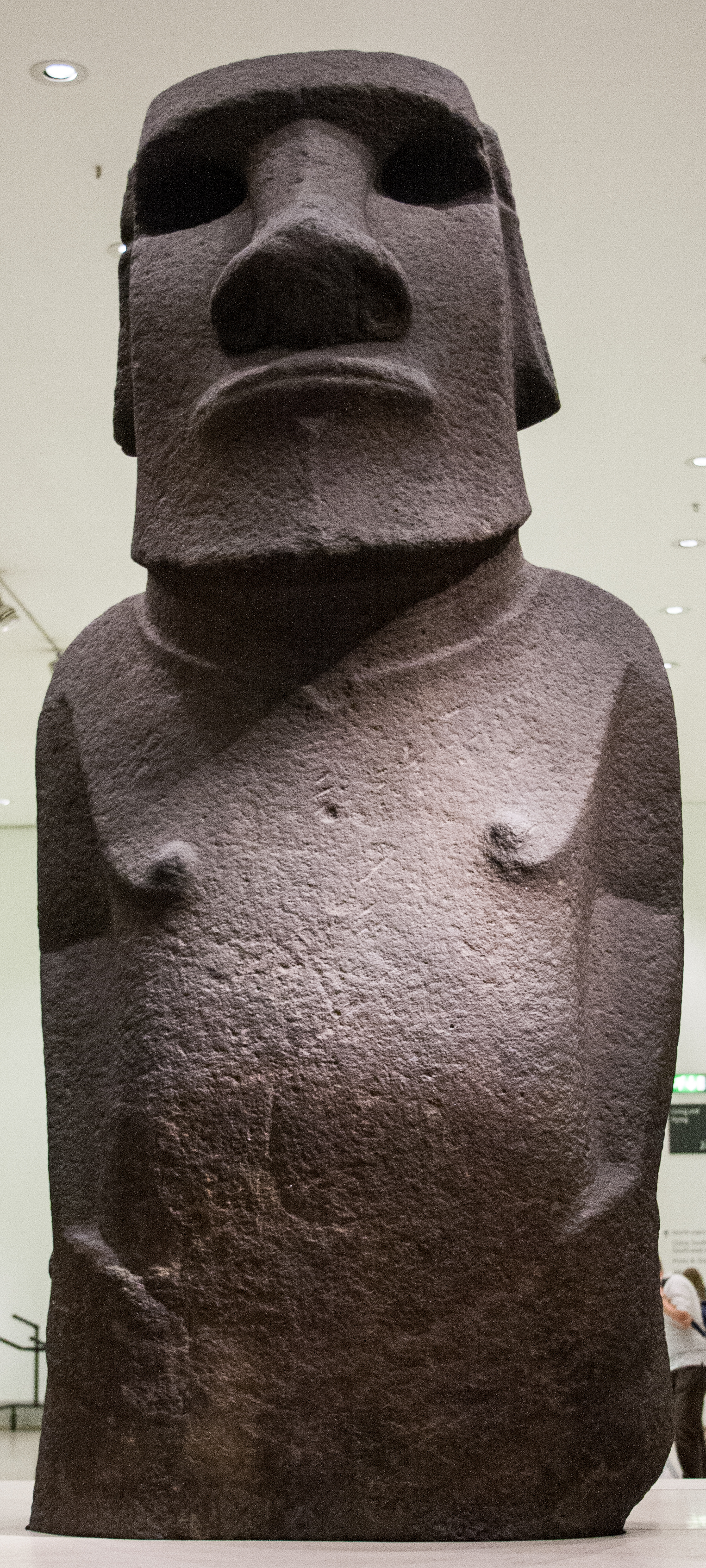
A Hoa Hakananai'a a British Museumban

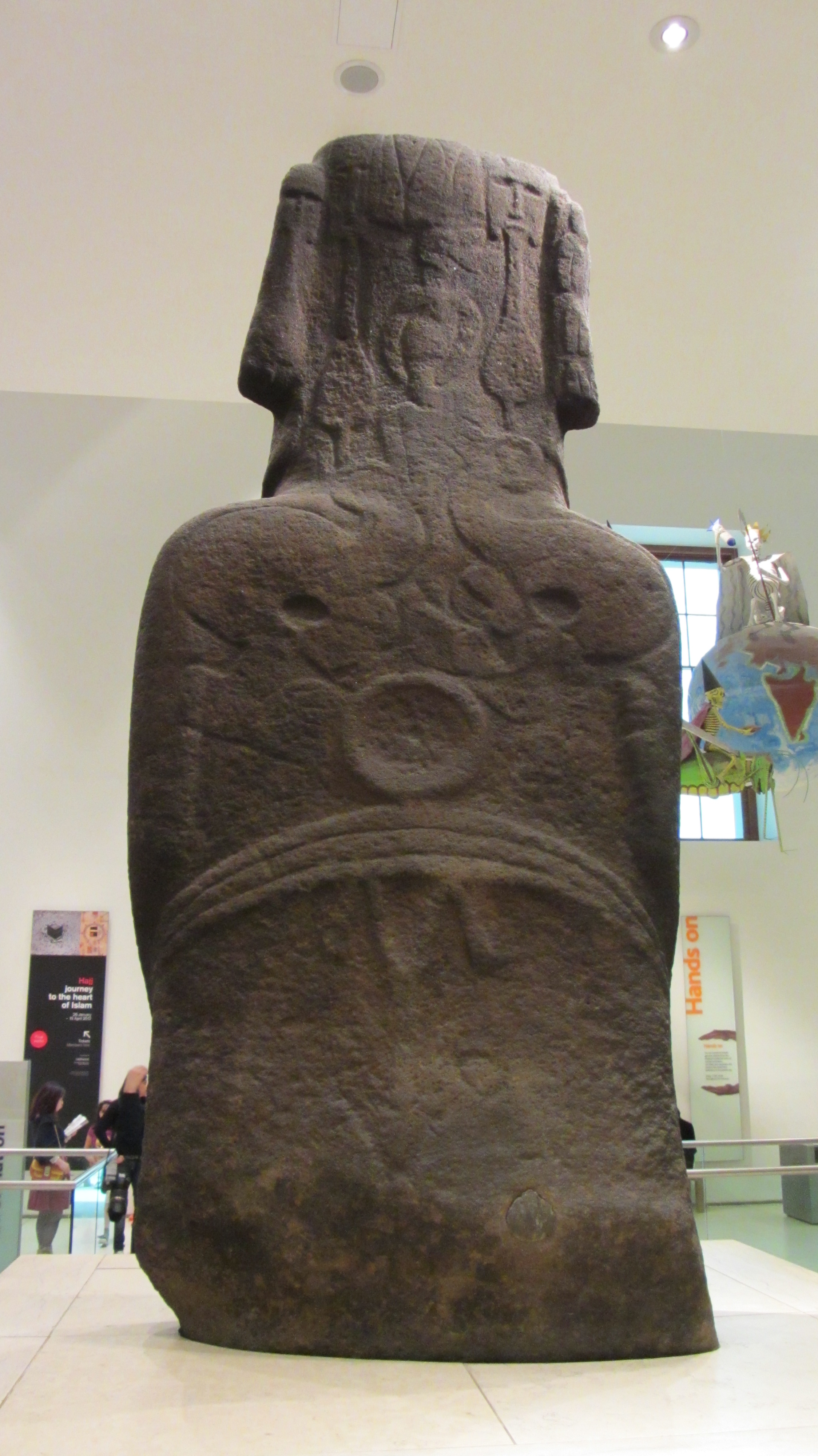
A szobor hátoldala

A sziget különböző törzsek területeire oszlott, bár az elhatárolódás sokfelé bizonytalan volt. Az egész szigetre kiterjedt viszont az örökletes törzsfő, az Ariki henua vezette „királyi” Miru törzs hatalma. A társadalomban merev osztályrendszer uralkodott, a többlettermék a törzsfőknek, papoknak, a művészet birtokosainak és a harcosoknak jutott. A sziget különböző részei között hatékony árucsere folyt mezőgazdasági termékekkel és az építkezési és más alapanyagokkal.
A fejlett munkamegosztás mellett közösségi feladatok végrehajtására a lakosság nagy részét mozgósítani lehetett. Kelet-polinéziai párhuzamok is arra mutatnak, hogy eredményes közös munkát folytattak az egyes szigetek lakói bizonyos feladatok megoldására, mint például a nagy hajók építésére. A Húsvét-szigeten a kedvező éghajlati körülmények nem tették szükségessé a túl sok mezőgazdasági munkát, a hajóépítésnek a fák kipusztítása vetett véget, így a közösségi energiákat egyre inkább ezoterikus célok megvalósítására, a nagy kultikus szobrok kifaragására és felállítására fordították. A jelek szerint a specializálódott kőfaragó mestereket és a sok tonnás szobrokat mozgató embertömegeket nem kényszerítették, hanem főtt étellel látták el, valamint abban hitben élhettek, hogy erőfeszítéseikért valamiféle természetfeletti jutalmat várhatnak. A különböző törzsi csoportok a saját őseik tiszteletére állított egyre hatalmasabb rituális platformok és ezeken természetesen az ősöket megszemélyesítő szobrok állításával vetélkedtek.

##### Hoa Hakananai'a
Az egyik legérdekesebb moai az Orongo, kultikus központban állt, egy minden bizonnyal a szobor köré épített épületben. Ez a szobor kivételes módon kemény bazaltból készült, és ezért sokkal nehezebb lehetett kifaragni, mint a tufából készült társait. Egyes kutatók véleménye szerint ez lehetett a „prototípusa” a moaiknak, de a többség inkább arra hajlik, hogy ez az alkotás immár az átmenetet képviseli a moai-kultusz és az azt követő, az ökológiai katasztrófa után kialakult madárember-kultusz között.
A két és fél méter magas, 4 tonnás szobor a tengernek háttal állt a madárember-kultusz egyik központi épületében, mellkasáig a földbe temetve, talán azért, hogy a fölé építendő háznak ne kelljen túl magasnak lennie. A hátát gazdagon díszítették a madárember-kultusz jelképeivel, azaz stilizált madáremberekkel, rituális evezőkkel, a hatalom jelképeivel és vulvákkal, a termékenység szimbólumaival.
A szobornak a neve is fennmaradt, Hoa Hakananai'a-nak hívták, aminek a jelentése: A barát, akit elloptak. 1868-ban ez meg is történt: egy brit hajó legénysége (HMS Topaze), 300 matróz kimozdította a helyéről és Londonba szállította egy másik szoborral együtt (Moai Hava, ahol ma is a British Museumban őrzik.

#### Ökológiai katasztrófa és társadalmi összeomlás
A fordulat 1680 körül következett be a sziget társadalmában. A fák kipusztítása nemcsak a hajók építését, a nyílt vízi halászatot tette lehetetlenné, hanem a nagy szobrok mozgatását is, hiszen ahhoz is fából készült szán-szerű alkalmatosságokat használtak. Számos más területen is hiány lépett fel, az árucsere-hálózatok összeomlottak és a lakosság csoportjai közötti súlyos összecsapások alakultak ki.
A belső háborúk gyakoriak a polinéziai szigetek történetében, így a Húsvét-sziget esetében inkább az a különleges, hogy – a régészeti leletek és a legendák alapján – a sziget társadalma mintegy ezer éven át alapvetően békében élt. Az összeomlás után azonban a harcosok vették át a hatalmat, és szinte folyamatos lett a viszálykodás két laza szövetség, a nyugati Tu'u és a keleti Hotu Iti között. A 18. századtól tömegessé vált a leletek között az obszidiánból pattintott, tőrként vagy lándzsahegyként használatos hosszú penge (mataa), ami korábban csak elvétve fordult elő.
Az erőszak állandósult a szigeten. Az első európai utazók még csak álló szobrokról tesznek említést, Cook kapitány látogatása idején, 1774-ben viszont nagy részük már ledőlt. A szobrok fáradságos ledöntése tovább folytatódott, és 1868-ra már nem volt szobor álló helyzetben a szigeten. A szobrokat a konfliktusok során nemcsak ledöntötték, hanem igyekeztek össze is törni, arcukat, szemüket szétroncsolni, nyilván „varázserejük” megsemmisítése érdekében.

#### A lakosság genetikai eredete és egészségi állapota

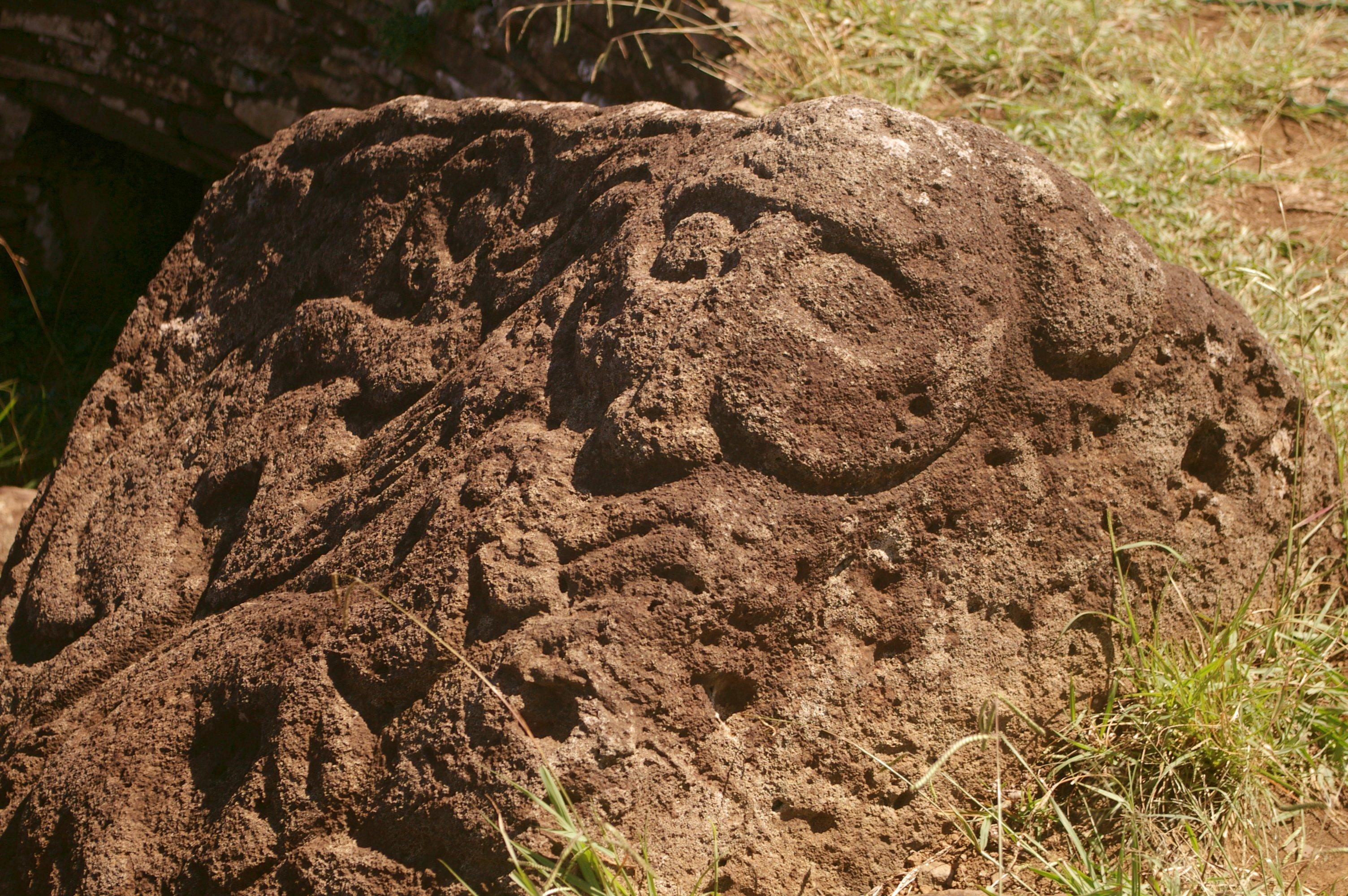
Sziklarajz Makemake, a rapanuik teremtőjének ábrázolásával Orongo területén

A genetikai kutatások szerint az őslakók egyértelműen Polinéziából érkeztek. Génállományuk eleve egymáshoz közeli lehetett, és a későbbiekben, a szigeten eltöltött mintegy másfél ezer év alatt az eredeti lakosságon belül is szigorú törzsi elhatárolódás alakult ki, vagy maradt fenn. George Gill amerikai kutató az Anakena körül talált csontvázakon, és csak ott, egy nagyon ritka genetikai betegség nyomait fedezte fel; egy másik örökletes elváltozást pedig a déli parton talált csontokon mutatott ki. Az Anakena környéki populáció tagjai a hagyományok szerint a Miru avagy „királyi” törzs tagjai voltak, aminek kívülállók nem válhattak tagjaivá házasság révén sem. Genetikai érdekesség, hogy a 20. század hetvenes éveiben már kimutattak az őslakók közül tizennyolc személynél egy olyan génkombinációt, ami a baszkoknál gyakori. Ezt egy 19. századi közös ősig sikerült visszavezetni. Nagy valószínűséggel az akkoriban komoly bálnavadász-ipart folytató baszk tengerészek járhattak akkoriban vagy még korábban a szigeten.
A lakosság egészségi állapotáról szóló korai információk szórványosak és ellentmondásosak. Az első dokumentált európai felfedező, Roggeveen szerint magasak, erőteljesek voltak, és rendkívül jó fogazattal rendelkeztek. Később az antropológusok a csontmaradványokból és a korabeli élő népesség vizsgálatából is azt állapították meg, hogy a szigetlakók fogazata rendkívül rossz. Ezt főleg a nagyarányú cukornádfogyasztásnak tulajdonították. Cook kapitány és botanikusa, Forster szerint a szigetlakók nem magasak, és egyáltalán nem erős alkatúak. A korai látogatók mind sokféle bőrszínről számoltak be, a fehértől a sárgán át a vörösesig. A szigetlakók, más polinéziai népcsoportokhoz hasonlóan, nagyra becsülték a világos bőrt, és a fiatal lányokat a hagyomány szerint barlangokban elkülönítve tartották a fehérebb, „magasabb rendű” bőrszín megóvása érdekében. Ami az arckifejezéseket illeti, a 20. század végén tudományos módszerekkel sikerült néhány koponya arcának helyreállítása, és a gipszöntvények olyan jól sikerültek, hogy a szigetlakók azonosítani tudták az illetők leszármazási ágát.

#### Házak, települések
A családi otthonok egy házból (ehelyett használhattak megfelelő lávabarlangot vagy befedett sziklabeszögellést is) és a körülötte elhelyezkedő földbe ásott kemencéből, baromfiólból és fallal körülvett kertekből álltak. Két-három ilyen lakóhely állt egy csoportban a mezőgazdasági ültetvények körül elszórva. A házak, települések színvonala a tengerparttól, illetve más kitüntetett helyektől (vízforrások, termékenyebb földek) távolodva egyre csökkent. A polinéz hagyományoknak megfelelően a területeket a tengerparttól befelé haladva sávosan oszthatták fel, és a tengerpart „előkelőbb” helynek számíthatott, bár a föld itt kevésbé volt termékeny, és a szelek meg a sós permet károsan hatott a termésre.
A települések az oltáremelvénnyel rendelkező vallási, rituális helyek, kiemelkedő platformok (ahuk) köré csoportosultak. Később ezekre kerültek az ősöknek emléket állító nagy kőszobrok is. Ezektől 50-100 méterre helyezkedtek el a magas rangú személyek házai, a hare paenga nevű építmények. Az ilyen előkelő házaknak faragott lapos kövekből, bazaltlapokból készült padlózatuk volt, aminek az elkészítése igen sok munkát igényelt. (A „paenga” szó egyaránt jelent „faragott követ” és „nagy családot” is.) Ezeknek a házaknak a felépítménye kívülről felfordított hajótestre emlékeztetett. Függőlegesen a talajba rögzített ágakon nyugodott a hosszanti „mestergerenda”, amihez két oldalról a növényzetből készült domború „falazat” támaszkodott. A ház legmagasabb része is csak két méter körül volt középen, a két végén ez egy méterre csökkent. Lakói a hossztengellyel párhuzamosan helyezkedtek el az alváshoz, a fiatalok az alacsonyabb részeken, a tekintélyesebb személyek középen. A nagyobb házakban több tucat ember is élt, illetve csak vacsorázott és aludt, mert a nappalt többnyire a házon kívül töltötték. A házakban bútorok nem voltak. Bejáratuk egy kis, maximum egy méter magas alagút volt, amin csak négykézláb lehetett bemászni, ez védte a lakókat a széltől is. A bejárat két oldalán kis fa- vagy kőszobrok állhattak. A köznép házai hasonlóak voltak, csak faragott kőpadló nélkül. Mindössze a bejárat előtti részt kövezték ki.
A sziget leggyakoribb régészeti leletei a kővel bélelt kis gödrök, földkemencék (umu pae), amikben a baromfit készítették el úgy, hogy körberakták izzított kövekkel. Ilyenekből több százat találtak. A legtöbb családi használatra készült, de van közöttük „közösségi konyha” is, akár harminc kemencével, ahol valószínűleg a közös munkákban – például a kőszobrok felállításában – részt vevők számára főztek.
A szigetlakók földművelésük nagy részét kőtörmelékből emelt falakkal bekerített kiskertekben (manavai, szó szerint „vizes hely”) folytatták. A falak és/vagy a talajszint kimélyítése a széltől védte a termesztett növényeket. A Rano Kau vulkáni kráterében, ezen a természettől szélvédett helyen a belső meredek lejtőn sűrűn sorakoztak egymás mellett a házak és teraszos kertek.
A sziget szokatlan építményei a „betörésbiztos baromfiólak”, amik jól mutatják ennek a háziállatnak a fontosságát a lakosság élelmezésében. Ezek a tyúkólak (hare moa) négyszögletes alaprajzú, vastag falú, két méter magas, 2-3 méter széles és 5-20 méter hosszú épületek. A szűk bejáratokat el lehetett torlaszolni egy-egy kőlappal. Mintegy 1230 ilyen építményt vettek számba a szigeten. Az épületek eredeti rendeltetése máig vitatott, ugyanis legtöbbjükben emberi csontokat is találtak. Egyes elbeszélések szerint eredetileg baromfiólnak épültek, és a társadalmi összeomlás, valamint a baromfiak nagy részének pusztulása után lettek csontkamrák, osszáriumok. Más elképzelések illetve más legendák feljegyzései szerint eredetileg lettek volna csontkamrák, amikbe később a tyúkokat betelepítették, vagy az állatok maguk költöztek beléjük. Tovább bonyolítja a lehetséges variánsokat, hogy a tényleges tyúkólakba is elhelyeztek a királyi Miru családból származó, a hiedelmek szerint a tojáshozamot növelő emberi koponyákat.
A tyúkok mindenesetre a látogatók beszámolói szerint a 18. század végén, a 19. század első felében szinte teljesen eltűntek a szigetről, később úgy kellett újra telepíteni őket. Az új állományt viszont már nem tartották a kőólakban, hanem mindenfelé szabadon kószáltak és fészkeltek a szigeten.

#### Az obszidián
A vulkanikus eredetű szigeten többfelé található obszidián, a vulkáni üveg. Ez a jól pattintható, különlegesen kemény, fekete kőzet nagy szerepet játszott a szigetlakók életében. Szerszámaikat ebből készítették, a puha tufából készült nagy kőszobrok kifaragását is ez az anyag tette lehetővé. A legjobban pattintható, különlegesen értékes obszidián-fajtát a közeli kis Motu Itu szigetről termelték ki, amit leginkább csak úszva lehetett megközelíteni.
Az obszidián keménysége ellenére a használat közben kopik, és ez a kopás a mai tudományos eszközökkel jól elemezhető. Megállapítható az anyag felszíni rétegeinek változásaiból, hogy mit dolgoztak fel vele, valamint az is, hogy magát a szerszámot mikor pattintották ki az anyakőzetből. A kő felszínén ugyanis hajszálvékony hidratációs rétegek alakulnak ki ugyanis azáltal, hogy a kő magába a szívja a nedvességet környezetéből, és ez réteg idővel vastagszik. Ezért a szigeten garmadával talált obszidián-eszközök elemzése jól kiegészíti a radiokarbonos kormeghatározást, és számos egyéb hasznos információt szolgáltat. Az egyik mezőgazdasági körzetben talált szerszámokról például meg lehetett állapítani, hogy azokat nagyrészt élelmiszernövények hámozására, puhafák gyalulására, illetve halak pikkelyezésére használták.

#### A sziget európai felfedezése, kutatása
A Nyugat számára 1722. április 5-én, húsvét vasárnapján fedezte fel Jakob Roggeveen holland hajóskapitány és felfedező három hajója közül az Afrikaansche Galei nevű legénysége. Roggeveen az akkori ünnep miatt adta a szigetnek ezt a nevet. A szeszélyes időjárás nem tette lehetővé a kikötést, de másnap a lehorgonyzott hajókhoz kis kenujával kievezett egy bennszülött. Az idős férfi nem látszott különösebben meglepettnek, ezért erősen tartja magát az a feltételezés – amit egyes korábbi hajósok bizonytalan beszámolói is erősítenek, de nem bizonyítanak – hogy korábban is voltak már európai látogatói a szigetnek. Harmadnap Roggeveen is partra szállt embereivel egy rövid látogatásra, tőle származik a hatalmas kőszobrok első említése. A második holland hajó kapitánya, Cornelis Bouman is megjegyezte naplójában, ami csak 1910-ben jelent meg, hogy a bennszülöttek egyáltalán nem féltek tőlük.

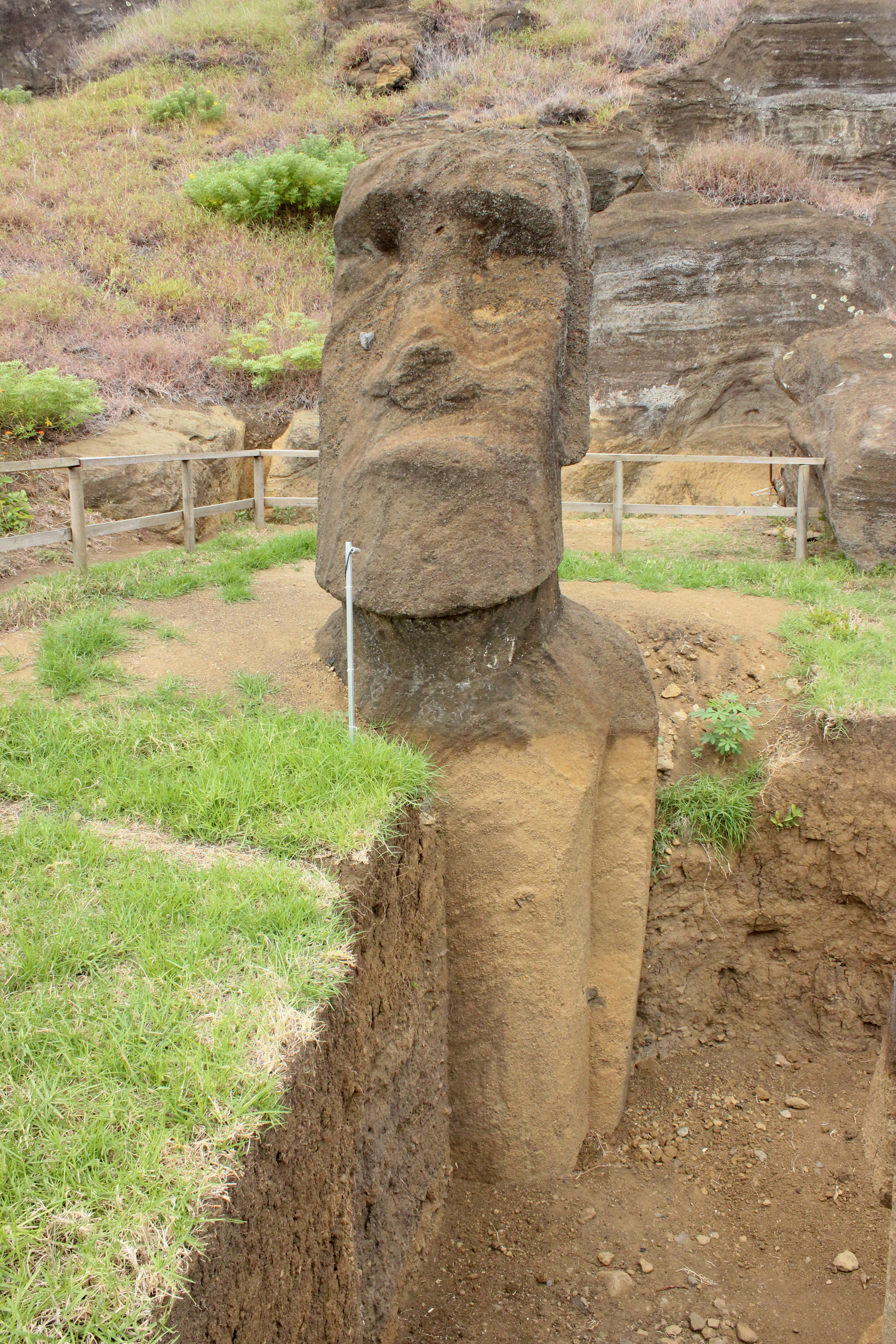
Feltárul egy félig kiásott szobor földfelszín alatti része (2012)

A Roggeveen utáni európai utazók általában rövid időt, egy-két napot töltöttek a szigeten, megfigyeléseiket csak jóval később rögzítették, és gyakran jelentős túlzásokba estek. Jean-François de La Pérouse, a híres francia felfedező 1786-ban csak tíz órát töltött a szigeten. A tulajdonképpeni tudományos kutatás James Cook kapitány 1774. évi útjával kezdődött. Ők négy napot töltöttek a szigeten, tahiti kísérőjük úgy-ahogy szót is tudott érteni az őslakosokkal. Élelmiszert is vásároltak cserekereskedelem révén, és ők is megcsodálták a hatalmas szobrokat, amikről – hasonlóan holland elődeikhez – nem tudták elképzelni, hogyan állíthatták fel azokat.
Az első komoly régészeti feltárásokat a német Hyäne nevű ágyúnaszáddal érkezett szakemberek végezték 1882-ben. Feladatuk elsősorban anyaggyűjtés volt a berlini etnográfiai múzeum számára. Részletes leírásokat is készítettek, valamint feltárták egy ház padlózatát, valamint néhány hare moát, „tyúkólakat”, a sziget jellegzetes kőépítményeit, amikben a bennszülöttek féltett kincseiket, a baromfikat őrizték.
Az amerikai Mohican hadihajó legénysége 1886-ban még alaposabb munkát végzett; tizenegy nap alatt számba vettek 555 kőszobrot, 113 kőtalapzatot, részletes feljegyzést készítettek több faluról, köztük a szertartások színhelyéül szolgáló Orongóról, valamint sziklarajzokról és más emlékekről. A helyi legendákról is sok információt gyűjtöttek, és két rongorongo táblát is beszereztek a húsvéti-szigeti írás felirataival.
Az első világháború idején egy angol nő, Katherine Routledge másfél évet töltött a szigeten férjével. Jelentős kutatásokat végzett és sok, mára felbecsülhetetlen értékű fényképfelvételt készített. Eredményeiről 1919-ben könyvet is megjelentetett The Mystery of Easter Island: The Story of an Expedition címmel.
1934-35-ben Henri Lavachery belga archeológus és Alfred Métraux francia néprajzkutató öt hónapig kutattak ott egy közös expedíció keretében, majd jelentős tanulmányokat tettek közzé. Sebastian Englert német katolikus misszionárius 1935-től haláláig, 1969-ig élt és munkálkodott a szigeten. Különösen a helyi nyelv és hagyományok feltárása terén ért el jelentős tudományos eredményeket.
Új fejezetet nyitott a Húsvét-sziget kutatásának történetében Thor Heyerdahl munkássága, annak ellenére, hogy a norvég kutató a legfontosabb elméleteit nem tudta elfogadtatni a nemzetközi tudományos közösséggel. 1955-ös első expedíciójában több archeológus is részt vett, köztük William Mulloy, aki a későbbiekben a Húsvét-sziget régészetének legelismertebb szaktekintélyévé vált. Ő végezte az első radiokarbon- és obszidián-kormeghatározásokat, és érdekes kísérleteket hajtott végre a szobrok kifaragására és felállítására vonatkozóan. Haláláig, 1978-ig húsz hosszabb-rövidebb kutatóutat tett a szigeten, és hamvait is ott helyezték örök nyugalomra.

### Az európaiak általi felfedezés után
Az első kísérletet a sziget annektálására a katalán származású Manuel d’Amat i de Junyent, Chile kormányzója és Peru alkirálya tette, aki expedíciót küldött a Csendes-óceánra Don Felipe Gonzales de Haedo vezetésével a spanyol gyarmatbirodalom kiterjesztése érdekében. Gonzales 1770 november 15-én a San Lorenzo sorhajóval és a Santa Rosalia fregattal elérte a szigetet, több keresztet állított fel ott és a San Carlos névvel ruházta fel. Nem sikerült azonban igazán felkelteni az anyaország érdeklődését a távoli terület iránt, ezért aztán a területi igényt sem újították meg. Még az expedíció hajónaplóját is csak 1908-ban adták ki.
A 19. században a szigetet már rendszeresen látogatták az Antarktisz környéki vizeken tevékenykedő bálnavadász-hajók. Az európaiak által behurcolt, a szigeten addig ismeretlen betegségek, mint az influenza, tuberkulózis és a szifilisz a népesség jelentős visszaesését okozták. A szigeten elsőként letelepedett misszionárius, Eugène Eyraud is tüdőbajban hunyt el. Különösen sötét fejezetét írták a Húsvét-sziget történetének a perui rabszolga-kereskedők 1862–63-as támadásaikkal, amelyek során a hagyományok szerint mintegy 1400 szigetlakót hurcoltak el kényszermunkára a perui és chilei nagybirtokokra. A kevés visszatérő által behozott himlő aztán a sziget csaknem teljes lakosságát elpusztította.
Az európaiak a juhtenyésztésben találták meg a sziget gazdasági kiaknázásának lehetőségét. A betegségekben elhunyt lakosok földjeit felvásárolták, ami aztán összeütközésekhez vezetett a maradék őslakosokkal.

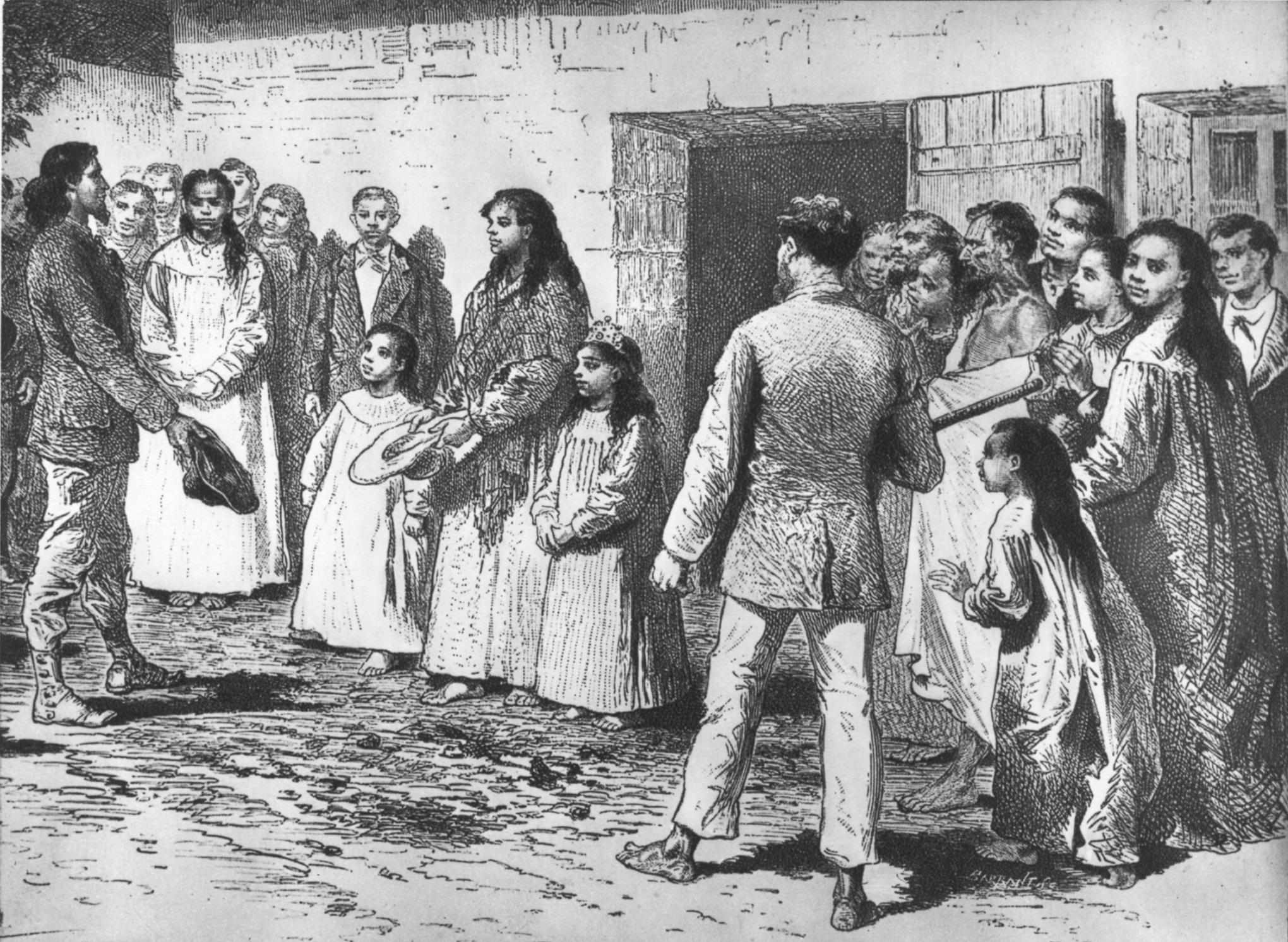
A Húsvét-sziget uralkodó királynője, lányaival 1877-ben

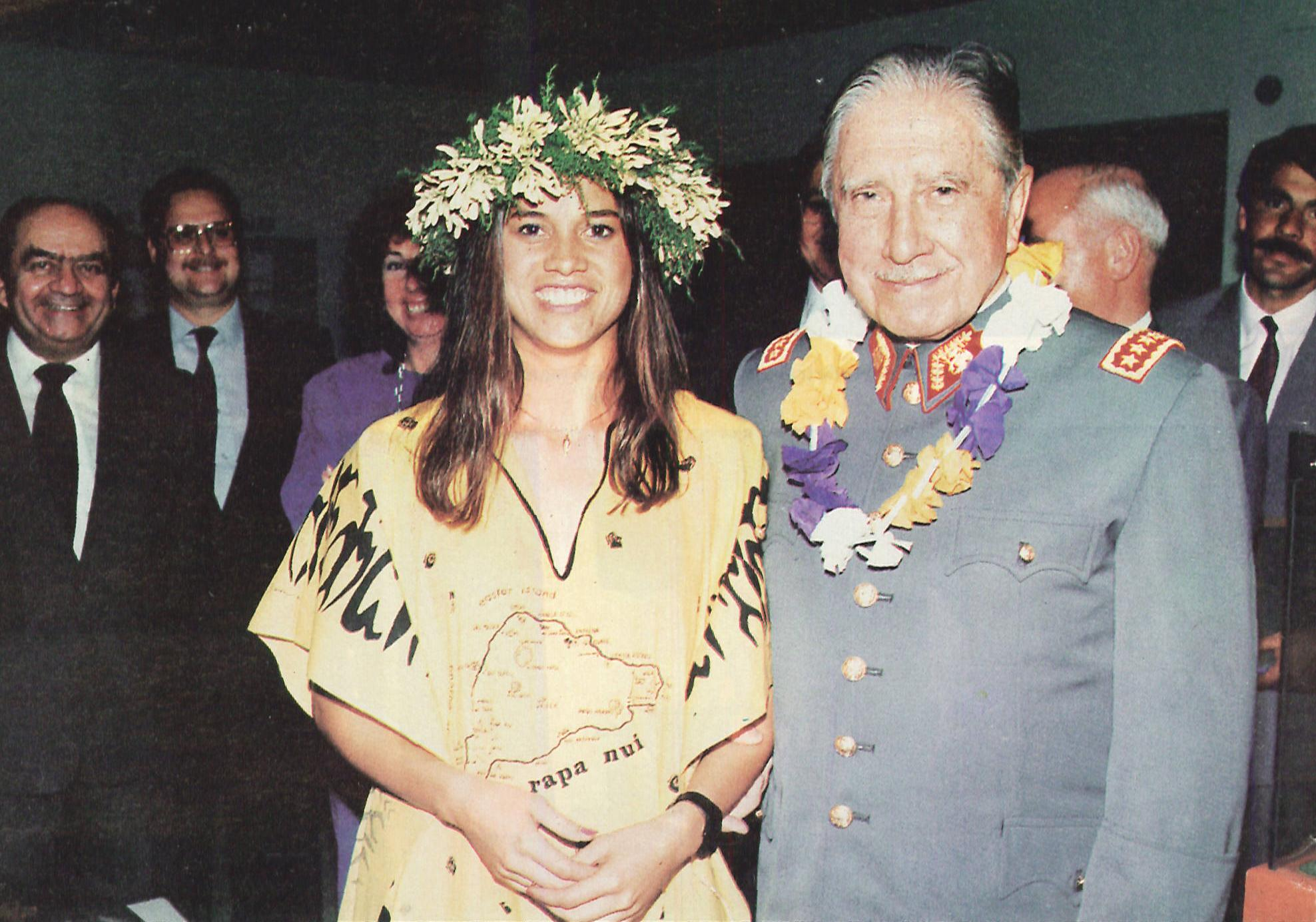
Pinochet tábornok pózol egy bennszülött nővel

Jean-Baptiste Dutrou-Bornier volt az első nagyvállalkozó, aki felvásárolta a sziget összes földjét a misszionáriusok területeit kivéve. Néhány őslakost a Tahitin elterülő birtokaira költöztetett át. 1871-ben összekülönbözött a misszionáriusokkal is, akik ezután 171 helyi lakos kivételével az összes többit kitelepítették a Gambier-szigetekre. Így a lakosság 97%-a meghalt vagy kivándorolt egy évtized alatt, és velük a Húsvét-sziget kulturális hagyományainak, élő emlékezetének túlnyomó része elveszett.
Néhány év múlva másik vállalkozó, Alexander Salmon, Jr., egy angol zsidó kereskedő és a tahiti bennszülött Pōmare-dinasztia egyik hercegnőjének fia, a húsvét-szigeti kivándoroltak nagy részét visszatelepítette és megvásárolta a földeket kopra-ültetvények létesítése céljából. 1878-tól ő lett minden föld tulajdonosa és a sziget egyetlen munkaadója. Ő kezdte el a turizmus fejlesztését is a szigeten, a brit és német tudományos expedíciók fő segítője, informátora lett. Több eredeti rongorongo fatáblát gyűjtött be. Végül 1888-ban minden helyi földtulajdonát eladta a chilei kormánynak és közreműködött a sziget Chiléhez csatolásában.
A sziget annektálására 1888. szeptember 9-én került sor. A chilei kormányt Policarpo Toro képviselte, az őslakosokat egy Atamu Tekena nevű bennszülött, akit szintén a chilei kormány nevezett ki a korábbi „király” és örökösének halála után. A bennszülött származású lakosok egy része máig vitatja a szerződés érvényességét.

#### 20. század
Az 1960-as évekig a megmaradt bennszülöttek mozgását és lakhatását a sziget „fővárosa” és egyetlen települése, Hanga Roa körzetére korlátozták. A sziget többi részét 1953-ig a Williamson-Balfour Társaság bérelte juhtenyésztés céljára, majd 1966-ig a chilei haditengerészet kezelésébe került. 1966-ban nyitották meg az egész szigetet az őslakosok előtt, és egyben megadták számukra a chilei állampolgárságot.
Az 1973-as chilei államcsíny nyomán a szigeten is bevezették a katonai kormányzást. A turizmus visszaesett és „helyreállították” a magántulajdont. Augusto Pinochet három alkalommal is meglátogatta a szigetet az uralma alatt. Katonai létesítményeket emeltek és felépítették az új városházát.
A Mataveri nemzetközi repülőtér kifutópályáját az Egyesült Államok hosszabbította meg 423 méterrel 3353 méterre, esetleges szükségleszállóhely céljára a Space Shuttle számára. Pinochet az 1987-es avatáson nem vett részt az emberijog-sértéseket érintő amerikai bírálatok miatt.
1989-ben Chile a szigetet teljes egészében történelmi emlékhelynek nyilvánította.

#### 21. század
2007. július 30-án a Húsvét-sziget egy chilei közigazgatási reform keretében a Robinson Crusoe történetéről ismertté vált Juan Fernandez-szigetekkel együtt megkapta a különleges terület státuszát.
2010 augusztusa és 2011 februárja között összetűzésekre került sor a szigeten a bennszülött Hitorangi klán és a hatóságok között ingatlantulajdonlási okok miatt. A területfoglaló aktivisták szerint őseik földjét csalással vették el tőlük. 2011 januárjában az ENSZ bennszülött népek ügyében illetékes rapportőre sürgette a chilei kormányt, hogy tegyen meg mindent a rapanui néppel folytatandó jóhiszemű dialógus érdekében.

## Népesség
A 2002-es népszámlálás alapján a lakosság lélekszáma 3791 fő volt. Közülük 60% vallotta magát rapanui őslakosnak, 39% vegyes európai-amerikai indián leszármazottnak és 1% amerikai indiánnak, Chiléből. A népsűrűség 23 fő/km² volt.

### Demográfiai történet
A sziget polinéz lakosságának száma a történelmi viszontagságok során erősen ingadozott; az első ezer év alatt súlyos túlnépesedés alakult ki, majd az ökológiai katasztrófa és az ezt követő belharcok nyomán erősen lecsökkent a népesség. Az első európai látogatók becslései 2000 fő körüli lakosságot jeleznek. A történelmi lakosság maximumát a kutatók hét és tizenhét ezer fő közé teszik. Az európaiak hódítása, az őslakosok Peruba hurcolása rabszolgának, majd az újfajta betegségek a 19. században megint népesedési katasztrófát okoztak. A minimumra, 111 főre 1877-ben csökkent az őslakosok száma, és közülük is csak 36-nak voltak utódaik. A mai rapanui lakosság ettől a 36 személytől származtatja magát.

## Közigazgatás

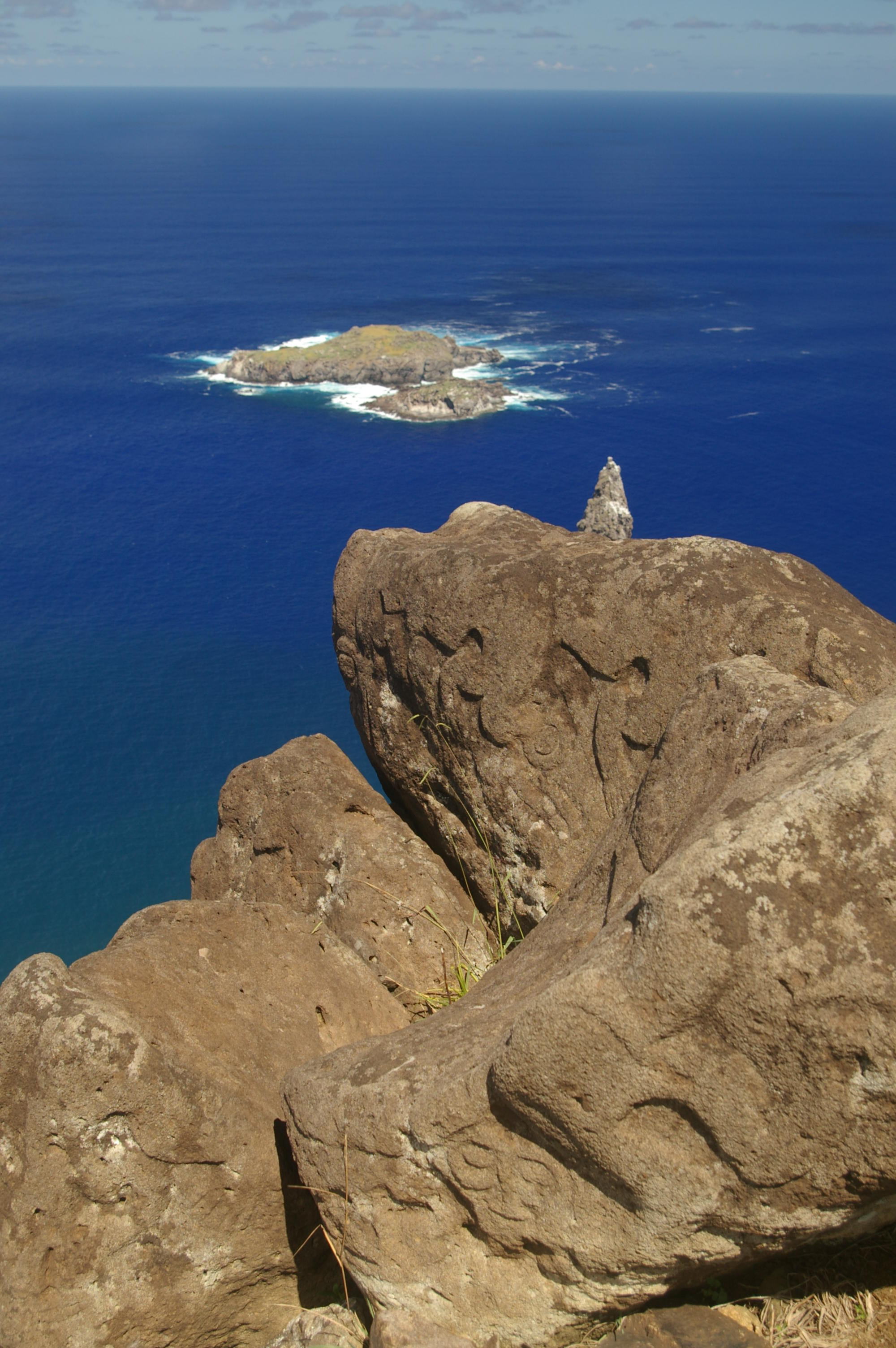
Motu Nui szirtje Orongóról nézve

A Húsvét-sziget Chile közigazgatásában külön tartományt (provincia) képez, ami Valparaiso régió nyolc tartományának egyike. A Húsvét-sziget mint tartomány, Chile más régióitól elérően, nem oszlik tovább községekre (communes), hanem egyetlen községet alkot. Ebbe a közigazgatási egységbe tartozik még a lakatlan Sala-y-Gómez-sziget is.
A sziget fővárosa és egyben egyetlen települése Hanga Roa, a nyugati parton.

### Időzóna
A Húsvét-sziget időzónája UTC-6 (nyáron UTC-5), ami megegyezik az észak-amerikai Mountain Daylight Time időzóna idejével (Denver (Colorado állam) és Salt Lake City ideje) és ez egy órával több, mint ami földrajzilag indokolt lenne.

## Kultúra, vallás
A sziget ősi kultúrájának legfontosabb emlékei a moai szobrok. Ezek a szobrok a mai tudományos konszenzus szerint egyfajta ős-kultusz termékei, az egyes csoportok a saját őseiknek állítottak ebben a formában emléket, és egyúttal vetélkedtek más csoportokkal ebben a kultikus tevékenységben. A szobrok alakjában a kutatók és a helyi hagyományok egyaránt fallikus szimbólumot (is) látnak.
A 17. századra kialakult ökológiai katasztrófa nyomán megszűnt az addigi – Polinéziában párját ritkító – társadalmi béke. A szűkülő forrásokért vívott harcban megdöntötték a hagyományos királyi klán hatalmát, a kiterjedt összetűzésekben a rivális csoportok lerombolták egymás szobrait. Az ősök kultuszát is egy új szertartásrendszer váltotta fel, a „madárember” kultusza. Ez a vallási rendszer egyistenhit volt, a teremtőt Makemake személyében tisztelték. A hiedelemvilág továbbra is a termékenységet állította a középpontba. A hosszan elhúzódó törzsi harcok helyébe lépő új békerendszer keretében a vezetést minden évben más és más csoport vette át, ennek vezetőjét egy „istenítélet” alapján választották ki. Az új vallás központja Orongo település volt, ahonnan a sziget társadalmának előkelői minden évben végignézték a kultikus tojásszerző versenyt. Ennek során a különböző törzsi csoportok ifjai abban vetélkedtek, hogy melyikük tudja elhozni úszva a közeli sziklaszirtek közül a legtávolabbiról, a két kilométerre lévő Motu Nuiról (3,6 hektár) az oda érkező vándormadarak, nevezetesen a füstös csér első tojását. A győztes megkülönböztetett tiszteletnek örvendhetett egy évig, ő lett a Tangota Manu, a „Madárember”, az a törzsfő pedig, akinek a törzsébe tartozott, vallási vezetővé, Makemake földi képviselőjévé vált arra az évre. A keresztény misszionáriusok tevékenysége nyomán a kultusz a 19. század derekára egyfajta ügyességi vetélkedővé szelídült.
A sziget hagyományos kultúrájából a 21. századra főleg a polinéziai gyökerekből fakadó ének és a tánc él tovább, az idegenforgalom igényeihez is alkalmazkodva.
A mai házak, a középületek, de még az öltözködés is chilei stílusú, azzal a különbséggel, hogy ruháikon a helyi flóra motívumai bukkannak fel. A helyi szokásos eledelek a languszta, a tonhal, az édesburgonya és a taró.

### Rongorongo

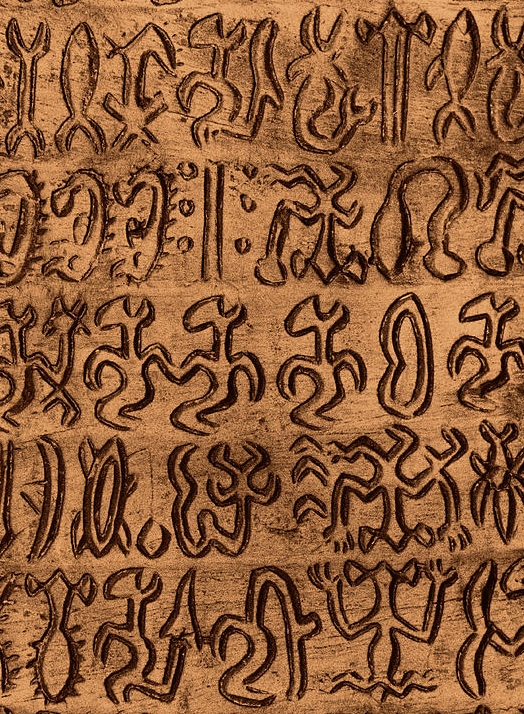
Rongorongo tábla részlete

A rongorongo a Húsvét-szigeten a 19. században felfedezett, fatáblákra vésett jelek rendszere, ami valószínűleg egy írásrendszer. Megfejtésére számos kísérlet történt, de ezek mindmáig sikertelenek maradtak. Bizonyos naptári információkat és leszármazási sorokat már sikerült azonosítani, de ezeket sem sikerült eddig ténylegesen elolvasni. Egyelőre azt sem sikerült bizonyítani, hogy a rongorongo ténylegesen egy írás, és ha az, akkor helyi találmány-e.
A rongorongo összesen 25 fatáblán maradt fenn, ezek a világ különböző múzeumaiban találhatók, a Húsvét-szigeten egy sem maradt belőlük. A helyi hagyományok szerint az írást a legendás ős, a betelepülők vezetője, Hotu Matu hozta magával, de ezek a legendák számos más összefüggésben is bizonyítottan nem felelnek meg a valóságnak, így a rongorongót illetően sem fogadják el őket a tudósok. Polinéziában egyébként sehol másutt nem ismeretes ősi írás. A 25 fatábláról feltételezik, hogy mindegyik az európai kapcsolatteremtés utáni időkből származik, az egyikről bizonyították, hogy eredetileg egy európai evező darabja. Rajtuk összesen 14 ezer írásjelet azonosítottak. Az jelek úgynevezett busztrophedon (ökörfordulós) sorrendben követik egymást, azaz a sor végén a jelek az ellenkező irányba folytatódnak az új sorban, mégpedig az addigiakhoz képest fejjel lefelé.
A kutatók egy része azt feltételezi, hogy a rongorongo kialakítására a spanyolok 1770. évi annexiós kísérlete nyomán került sor. Ekkor ugyanis a spanyolok birtokbavételi dokumentumot készítettek a szigetről, és azt aláíratták a helyi előkelőkkel. A máig fennmaradt dokumentumon a bennszülöttek „aláírásai” nagyon egyszerű jelek, csak egyetlenegy hasonlít közülük a rongorongo jelrendszerére.

### Ünnepek, fesztiválok
Februárban tartják a Tapati Rapa Nui fesztivált, ami két hétig tart. Tartalmaz táncos, zenés, és egyéb kulturális eseményeket. Bemutatják a moaik faragását, a testfestést.

### Gasztronómia
A konyha magába foglalja az ősi rapanui kulináris szokásokat és a latin-amerikai spanyol hatásokat. Fő összetevők a halak, tengergyümölcsei (polip, angolna, tengeri csigák, homár), édesburgonya, taró, banán, ananász, kókusz, sütőtök, baromfi-, sertés- és bárányhús. Gyakori ételkészítési módszer a fogások banánlevélben történő pörkölése a földön.[forrás?] A halakat gyakran sütik felforrósított kövön.
A szigeten mai napig termelt haszonnövények javát még a polinéz bevándorlók honosították meg Kr. e. 1200 és 800 között. Ma a legfontosabbak a taró, cukornád, banán, taró, jam, édesburgonya, kurkuma, káposztapálma, malájalma. A bevándorlók hozták magukkal a baromfit és a hústermelő patkányt. A legfontosabb szerepe az édesburgonyának van a mai napig az élelmezésben.
Jellemző húsvét-szigeteki ételek: a chilei eredetű cazuela, amely polinéz hozzávalókból (édesburgonya, vaddisznóhús) készül; a citruslében főtt nyers hal (főleg tonhal), a ceviche; az empanada tésztaféle töltelékkel (főleg tonhallal); a po'e nevű pudingszerű étel, amely banánból vagy taróból készül és banánlevélben sütik meg; a sopaipilla nevű lapos kovászos kenyér; a tunu ahi, amely forró kövön sütött hal.

## Gazdaság
A helyiek főleg a turizmus adta lehetőségek kihasználásával keresik a kenyerüket. Az újra felállított híres kőszobrok rengeteg turistát vonzanak ide. A hivatalos fizetőeszköz a chilei peso, de elfogadják az eurót és az amerikai dollárt is. Fejlett a hagyományos kézműipar, ami emléktárgyakat gyárt a turisták részére.
A szigeten az elektromos hálózat jellemzői: 240 V, 50 Hz. Metrikus rendszert alkalmaznak.

## Közlekedés
A szigetre 1967-ben kezdődött meg a rendszeres légi forgalom Chiléből, havi egy járattal, amelyen DC-6B típusú gép közlekedett. A repülőút kilenc órán át tartott. 1970-től már heti egy alkalommal Boeing 707-es közlekedett. 1971-ben indult meg a légi közlekedés Tahiti felől.
A Mataveri nemzetközi repülőtér egyetlen kifutópályája 3318 m hosszú. A létesítményt 1987-ben újította fel az Egyesült Államok annak érdekében, hogy alkalmassá tegye szükségleszállóhelynek a Space Shuttle számára. Ez azt is lehetővé tette, hogy modern, széles törzsű Boeing 767-es gépek is repülhessenek a Húsvét-szigetre.
Az 1994-es Rapa Nui – A világ közepe című film forgatása után a szereplők leginkább gépkocsit vásároltak keresetükből, az autó státuszszimbólummá vált. Hamarosan mintegy 2000 gépkocsi közlekedett a kis területen, ahol gyakorlatilag csak egyetlen út van.
A szigeten belül jobb oldali közlekedés van érvényben. Tömegközlekedés nincs, de van taxi és bérelhető kerékpár, motorbicikli vagy autó. A repülőtérre érkező utasokat ingyen szállítják a szálláshelyükre, ami rendszerint Hanga Roa településen van.

## Turizmus
A modern turizmus is 1967-ben kezdődött, a polgári légi forgalom beindulásával. Az 1980-as évek óta ez a legfontosabb gazdasági ágazat és túlnyomórészt a szigetlakók ellenőrzése alatt áll. 1998-ban már 21 ezer turista látogatott a Húsvét-szigetre, és ott 8 millió dollárt költöttek, a repülőjegyek és szállodai szobák árán kívül. A legnagyobb turistaforgalom a déli félteke szerinti nyáron van, december és március között, ekkor a fontosabb látnivalóknál zsúfoltság is tapasztalható.
A sziget 2013-ban is mindössze három irányból, Santiago de Chile, Lima vagy Tahiti felől, kizárólag a LAN chilei légitársaság gépeivel érhető el, 5-6 órás légi úton. Európából vagy Észak-Amerikából további minimum 10-12 órás légi utat kell terveznie annak, aki oda vágyik.
Nagy személyszállító hajók számára alkalmas kikötő nincsen, csak kis hajókkal lehet kikötni. A hatalmas luxus tengerjárók a nyílt tengeren horgonyoznak le, és a vendégeket kishajóval szállítják a szigetre, ami viharos tenger esetén kényelmetlen is lehet.
A szálláslehetőségek a magánpanzióktól az európai három csillagosnak megfelelő hotelekig terjednek. A turisták többsége körutazások állomásaként érkezik a szigetre, és csak három-négy napig marad.
A viszonylag magas árszínvonal oka, hogy néhány mezőgazdasági termék kivételével a vendéglátáshoz szükséges dolgokat sok ezer kilométerről kell légi vagy vízi úton ideszállítani.
A lakosság túlnyomó része számára ma már a turizmus a megélhetés forrása. A nagy világnyelveken mind lehet idegenvezetőt fogadni, a szigetet terepjárókkal vagy – könnyen és olcsón bérelhető – hátaslovon járhatják be vendégek, de gyakorlottabb túrázók számára az összes látványosság elérhető gyalog is, bár a vulkanikus terep nehéz, és az ivóvizet is magukkal kell vinniük.
A szigetről a régészeti örökség részét képező tárgyat szigorúan tilos kivinni. A helyi kézművesek jó minőségű másolatokat kínálnak megvételre.

## Kulturális hatás
A távoli és elszigetelt kultúra, különösen a hatalmas kőszobrok világszerte nagy érdeklődést váltottak ki. Thor Heyerdahl munkássága újabb lökést adott a sziget történelme, kultúrája kutatásának. A Húsvét-szigettel foglalkozó nemzetközi tudományos irodalom sok száz tételre rúg.
Az ezoterika művelőinek figyelmét is megragadták természetesen a „rejtélyes” szobrok. Erich von Däniken nagy szerepet juttat elméleteiben az itteni emlékeknek.
1994-ben Kevin Costner producerként játékfilmet jegyzett Rapa Nui – A világ közepe címmel a sziget történelméből kiindulva.
A szigetet a történelmi időkben sújtó ökológiai katasztrófa nagy hatást gyakorolt a nemzetközi környezetvédelmi gondolkodás fejlődésére. Ellenpéldaként az Anuta szigeten élő közösség fenntartható környezeti gazdálkodását állítják a kutatók.